# دانيل تشابالالا
دانيل تشابالالا (بالإنجليزية: Daniel Tshabalala)‏ (6 أكتوبر 1977 جنوب أفريقيا - ) هو لاعب كرة قدم جنوب أفريقي، يلعب كلاعب وسط، شارك في كأس الأمم الأفريقية 2006.

## روابط خارجية
- دانيل تشابالالا على موقع الاتحاد الدولي (مؤرشف)  (الإنجليزية)
- دانيل تشابالالا على موقع قاعدة بيانات كرة القدم.إي يو (الإنجليزية)
- دانيل تشابالالا على موقع ناشيونال فوتبول تيمز (الإنجليزية)